# Karolina Bielawska
Karolina Bielawska (ur. 11 kwietnia 1999 w Łodzi) – polska modelka, osobowość telewizyjna i konferansjerka. Miss Polonia 2019 i Miss World 2021.

## Życiorys
Jest córką Agnieszki Zakrzewskiej-Bielawskiej, dziekan Wydziału Organizacji i Zarządzania Politechniki Łódzkiej, i Łukasza Bielawskiego, byłego prezesa ŁKS Łódź.

### Studia
Uzyskała tytuł licencjata w naukach o zarządzeniu na Wydziale Zarządzania i Inżynierii Produkcji Politechniki Łódzkiej, broniąc pracę pt. „The Image of Miss Polonia Brand”. Jest laureatką nagrody dla najlepszego absolwenta tego wydziału w roku akademickim 2020/2021. Otrzymała wyróżnienie w VII Ogólnopolskim Konkursie im. prof. Romana Głowackiego na najlepszą pracę licencjacką z zakresu marketingu, handlu i konsumpcji, zorganizowanym przez Polskie Towarzystwo Marketingu. Laureatka nagrody wspierającej doskonałość naukową w ramach programu „Inicjatywa doskonałości – uczelnia badawcza” za drugi kwartał 2021. Autorka artykułu naukowego Consumers' Choice Behavior Toward Green Clothing opublikowanym w European Research Studies. Studiuje Master of Business Studies w Centrum Kształcenia Międzynarodowego Politechniki Łódzkiej. 

### Miss Polonia
W listopadzie 2019 wygrała konkurs piękności Miss Polonia 2019. 
Po wygranej w wyborach zajęła się działalnością dobroczynną, m.in. była wolontariuszką akcji „Zupa na Pietrynie”, inicjatorką Ogólnopolskiej Akcji Charytatywnej „Korona z Głowy” wspierającej potrzebujących w czasie pandemii, ambasadorką kampanii społecznej „Dotykam=Wygrywam” działającej na rzecz walki z rakiem piersi. Była też uczestniczką kampanii „FASS OFF” na rzecz Fundacji Dom w Łodzi i wspierała Wielką Orkiestrę Świątecznej Pomocy oraz Fundację DKMS. Jest ambasadorką akcji charytatywnej walczącej z COVID19 w Peru, akcji wpisującej się w MSZ „Polonia4Neighbours”, a w ramach projektu charytatywnego „Piękno z Przesłaniem” razem z Fundacją „Zupa na Pietrynie” utworzyła pierwszą w Łodzi łaźnię dla osób w kryzysie bezdomności.

### Miss World
W marcu 2022 zwyciężyła w finale konkursu Miss World 2021, który odbył się na wyspie Portoryko, zostając drugą po Anecie Kręglickiej Polką, która zdobyła koronę.
Jako Miss World odwiedziła kilkadziesiąt krajów, była na festiwalu w Cannes i w siedzibie ONZ.
9 marca 2024 Bielawska przekazała koronę Miss World 2023, Krystynie Pyszkovej